# نیو سیلم، شهرستان پایک، ایلینوی
نیو سیلم (به انگلیسی: New Salem) یک روستا در ایالات متحده آمریکا است که در ایلینوی واقع شده‌است. نیو سیلم ۲٫۷۱ کیلومتر مربع مساحت و ۱۳۷ نفر جمعیت دارد.